# Пайнзела
Пайнзела (порт. Painzela)  —  район (фрегезия) в Португалии,  входит в округ Брага. Является составной частью муниципалитета  Кабесейраш-де-Башту. Находится в составе крупной городской агломерации Большое Минью. По старому административному делению входил в провинцию Минью. Входит в экономико-статистический  субрегион Аве, который входит в Северный регион. Население составляет 927 человек на 2001 год. Занимает площадь 7,22 км².